# Charles Barton
Pour les articles homonymes, voir Barton.
Charles Barton est un réalisateur, producteur, acteur et directeur de la photographie américain, né le 25 mai 1902 à San Francisco, et mort le 5 décembre 1981 à Burbank (Californie).

## Filmographie

### Comme réalisateur

#### Cinéma
- 1934 : Wagon Wheels (en)
- 1935 : L'Infernale Poursuite (Car 99)
- 1935 : Rocky Mountain Mystery (en)
- 1935 : Intelligence Service (The Last Outpost)
- 1935 : Nevada
- 1936 : Sans foyer (Timothy's Quest)
- 1936 : And Sudden Death
- 1936 : Calibre neuf millimètres (Murder with Pictures)
- 1936 : Rose Bowl
- 1937 : The Crime Nobody Saw
- 1937 : Forlorn River (en)
- 1937 : Thunder Trail (en)
- 1937 : La Ville du diable (Born to the West)
- 1939 : Behind Prison Gates
- 1939 : Five Little Peppers and How They Grew
- 1939 : My Son Is Guilty
- 1940 : Five Little Peppers at Home
- 1940 : L'Île des damnés (Island of Doomed Men)
- 1940 : Babies for Sale
- 1940 : Out West with the Peppers
- 1940 : Five Little Peppers In Trouble
- 1940 : Nobody's Children
- 1941 : The Phantom Submarine
- 1941 : The Big Boss
- 1941 : The Richest Man in Town (en)
- 1941 : Harmon of Michigan
- 1941 : Two Latins from Manhattan
- 1941 : Sing for Your Supper (en)
- 1941 : Honolulu Lu
- 1942 : Ferme ta grande gueule! (en) (Shut My Big Mouth)
- 1942 : Tramp, Tramp, Tramp
- 1942 : Hello, Annapolis
- 1942 : Sweetheart of the Fleet
- 1942 : Parachute Nurse (en)
- 1942 : A Man's World
- 1942 : Lucky Legs
- 1942 : The Spirit of Stanford
- 1942 : Laugh Your Blues Away (en)
- 1943 : Reveille with Beverly
- 1943 : Let's Have Fun
- 1943 : She Has What It Takes
- 1943 : What's Buzzin', Cousin? (en)
- 1943 : Is Everybody Happy? (en)
- 1944 : Beautiful But Broke (en)
- 1944 : Hey, Rookie
- 1944 : Jam Session
- 1944 : Louisiana Hayride
- 1945 : The Beautiful Cheat
- 1945 : Men in Her Diary
- 1946 : Smooth as Silk
- 1946 : Deux Nigauds dans le manoir hanté (The Time of Their Lives)
- 1946 : White Tie and Tails
- 1947 : Deux Nigauds démobilisés (Buck Privates Come Home)
- 1947 : Deux Nigauds et leur veuve (The Wistful Widow of Wagon Gap)
- 1948 : Trente-six Heures à vivre (The Noose Hangs High)
- 1948 : Deux Nigauds contre Frankenstein (Bud Abbott Lou Costello Meet Frankenstein)
- 1948 : 10,000 Kids and a Cop (en)
- 1948 : Deux Nigauds toréadors (Mexican Hayride)
- 1949 : Deux Nigauds en Afrique (Africa Screams)
- 1949 : Deux Nigauds chez les tueurs (Abbott and Costello Meet the Killer, Boris Karloff)
- 1949 : N'oubliez pas la formule (Free for All)
- 1950 : The Milkman
- 1951 : Double Crossbones
- 1952 : Ma and Pa Kettle at the Fair (en)
- 1953 : Wagon Wheels
- 1954 : Oh, My Achin' Tooth!
- 1956 : Deux Nigauds dans le pétrin (en) (Dance with Me Henry)
- 1959 : Quelle vie de chien !
- 1959 : Zorro, the Avenger (it)
- 1960 : Le Clown et l'Enfant (Toby Tyler, or Ten Weeks with a Circus)
- 1961 : Swingin' Along (en) de Charles Barton

#### Télévision
- 1951 : The Amos 'n Andy Show (série TV)
- 1955 : The Great Gildersleeve (série TV)
- 1957 : Leave It to Beaver (série TV)
- 1957 : Zorro (Zorro) (série TV)
- 1958 : The Adventures of Spin and Marty (série TV)
- 1959 : Denis la petite peste (Dennis the Menace) (série TV)
- 1961 : Adèle (Hazel) (série TV)
- 1962 : Sur le pont, la marine ! (McHale's Navy) (série TV)
- 1963 : Grindl (en) (série TV)
- 1963 : Petticoat Junction (en) (Petticoat Junction) (série TV)
- 1964 : Les Monstres (The Munsters) (série TV)
- 1965 : Les Farfelus (en) (Camp Runamuck) (série TV)
- 1966 : Cher oncle Bill (Family Affair) (série TV)

### Comme producteur
- 1944 : Louisiana Hayride
- 1945 : The Beautiful Cheat
- 1945 : Men in Her Diary
- 1948 : Trente-six Heures à vivre (The Noose Hangs High)

### Comme acteur
- 1920 : The County Fair : Tim Vail
- 1927 : Les Ailes (Wings) : Soldier flirting with Clara Bow
- 1939 : Beau Geste : Buddy McMonigal

### Comme directeur de la photographie
- 1925 : The Adventures of Algy